# L’Échiquier du Roy René
L’Échiquier du Roy René – francuski klub szachowy z siedzibą w Aix-en-Provence.

## Historia
Klub został założony w 1950 roku i został nazwany na cześć René I Andegaweńskiego. W 1993 roku połączył się z klubem Diagonale Aixoise i przyjął nazwę Diagonale du Roy. W 2005 roku klub wrócił do pierwotnej nazwy. W 2019 roku zespół awansował do Nationale I. W 2023 roku zespół wystąpił w Pucharze Europy. Odniesiono wówczas zwycięstwa nad Partizani Tirana, Bloemendaalse SV, Skákfélag Akureyrar i Etelä-Vantaan Shakki, zremisowano z Leidsch SG, a przegrano z Rishon LeZion Chess Club A i Obiettivo Risarcimento Padova. W końcowej klasyfikacji francuski zespół zajął 20. miejsce. W 2024 roku klub uzyskał awans do Top 16.
Zawodnikami klubu byli m.in.: Natacha Benmesbah, Felix Blohberger, Marin Bosiočić, Iwan Czeparinow, Pawło Eljanow, Glenn Flear, Yannick Gozzoli, Laurent Guidarelli, Daniił Juffa, Ádám Kozák i Andreea Navrotescu.